# Johann Gottlieb Nörrenberg
Johann Gottlieb Christian Nörrenberg (* 11. August 1787 in Pustenbach jetzt Bergneustadt (Nordrhein-Westfalen); † 20. Juli 1862 in Stuttgart) war ein deutscher Physiker.

## Leben

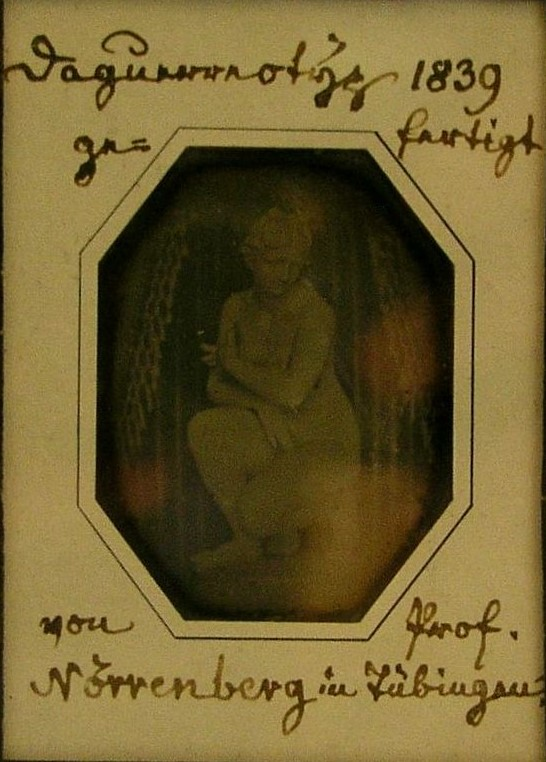
Bildumschrift: „Daguerrotyp 1839 gefertigt von Prof. Nörrenberg in Tübingen“

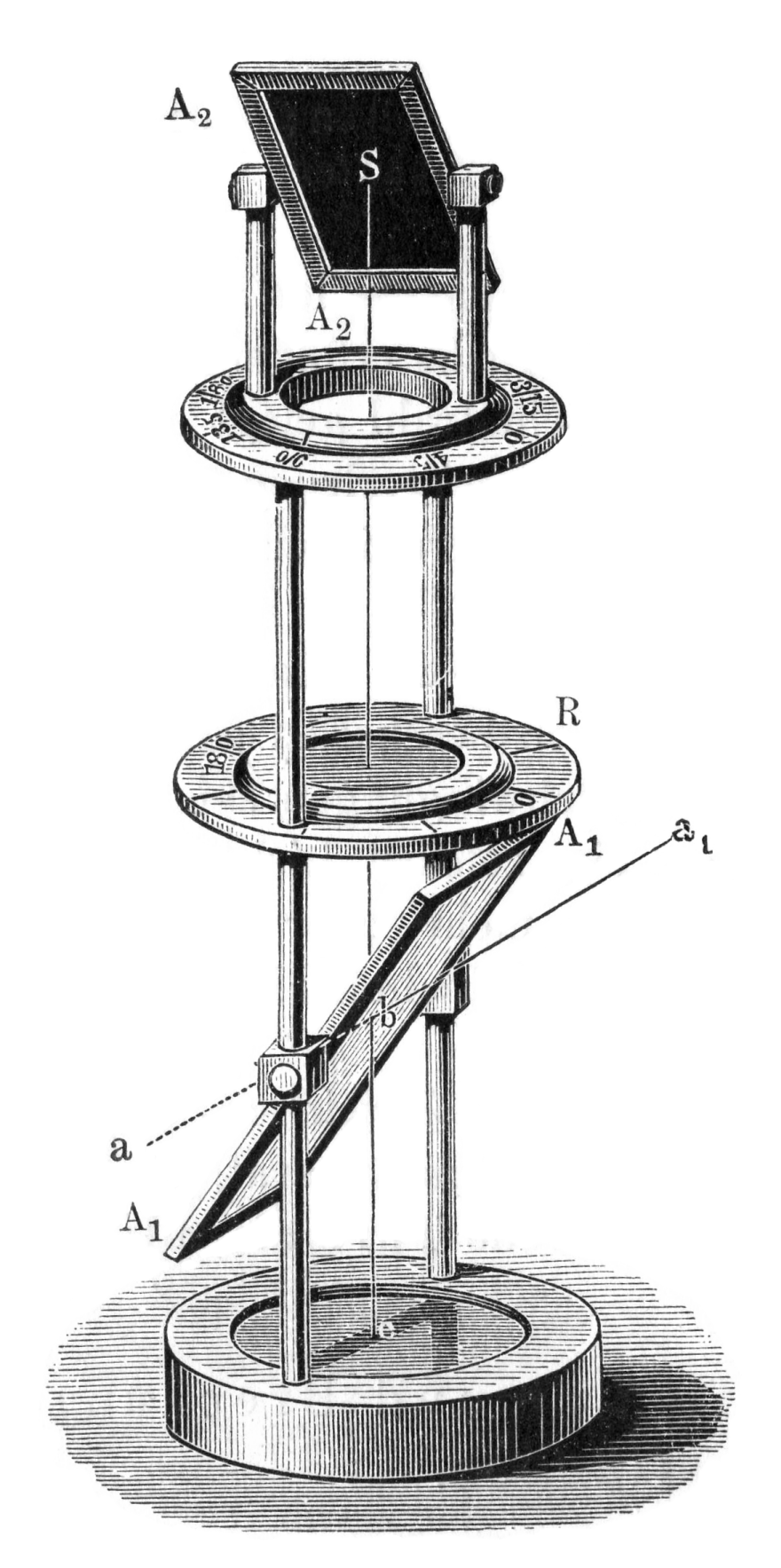
Polarisationsapparat nach Nörrenberg (Holzstich 1897)

Nörrenberg, ein Sohn von Wilhelm Nörrenberg und Maria Magdalena geb. Hollmann, kam im Alter von 14 Jahren als Handlungsgehilfe in das nahe Gummersbach. Durch Selbststudium mit Hilfe eines Lehrbuches der Mathematik erwarb er sich gute Kenntnisse auf diesem Gebiet, so dass er 1812/13 bei der Landesvermessung von Westfalen als Feldmesser arbeiten konnte. Ab 1822 war er in Darmstadt als Professor der Mathematik an der Großherzoglichen Militärakademie angestellt.
Während eines dreijährigen Aufenthaltes von 1829 bis 1832 in Paris erweiterte er seine Kenntnisse auf dem Gebiet der Physik und Chemie. 1833 übernahm er als Nachfolger von Johann Gottlieb Friedrich von Bohnenberger den Lehrstuhl für Physik, Mathematik und Astronomie an der Universität Tübingen sowie die Leitung der Tübinger Sternwarte. Er befasste sich fortan mit der Astronomie und der Optik, wobei er Beobachtungsinstrumente konstruierte. Ein von ihm entwickelter Polarisationsapparat wurde zum Standardinstrument seiner Zeit.
Nörrenberg, der sehr praktisch veranlagt war, konstruierte unterschiedlichste Apparaturen, darunter eine Kaffeemaschine. Für seine optischen Instrumente schliff er eigenhändig die Linsen. Kurz nach Veröffentlichung des von Daguerre erfundenen Verfahrens von Fotografien auf versilberten Kupferplatten (Daguerreotypie) im August 1839 fertigte Nörrenberg solche Fotografien an, wovon sich heute eine im Stadtmuseum Tübingen befindet.
Er war Mitglied der Gesellschaft Deutscher Naturforscher und Ärzte.
Nach seiner Pensionierung im Jahre 1851 lebte er in Stuttgart und verstarb dort am 20. Juli 1862.

## Schreibweise des Nachnamens
In vielen Quellen wird der Nachname des Physikers mit „m“ statt mit „n“ geschrieben, also „Nörremberg“ statt „Nörrenberg“. Dies gilt auch für Quellen, die bereits kurz nach dem Tode des Physikers veröffentlicht wurden.
Der Eintrag im Taufbuch der Evangelischen Kirchengemeinde Wiedenest weist die Schreibweise „Nörrenberg“ auf.
In dem tschechischen Nachschlagewerk Ottův slovník naučný, das zwischen 1888 und 1943 veröffentlicht wurde, heißt es, dass der Name „Nörremberg“ die falsche Schreibweise sei.

## Werke
- Propriétés optiques des cristaux à deux axes., Brüssel 1835